# Agência da União Europeia para o Asilo
A Agência da União Europeia para o Asilo (AUEA) (em inglês: European Union Agency for Asylum, EUAA) é uma agência da União Europeia criada pelo Regulamento da União Europeia 439/2010 no quadro do Espaço de liberdade, de segurança e de justiça para aumentar a cooperação dos estados-membros da UE em matéria de asilo, melhorar a implementação do Sistema Europeu Comum de Asilo (SECA) e apoiar os estados-membros sob pressão.

## História

### Fundação
Em 2008, a Comissão Europeia propôs a criação do Gabinete Europeu de Apoio em matéria de Asilo (European Asylum Support Office, EASO) para aumentar a cooperação entre os estados-membros na gestão das candidaturas a asilo.
Em 2010, os ministros da imigração da UE reunidos em Malta concordaram que o EASO fosse sediado em Malta, após discussões em torno da imigração contínua dos imigrantes ilegais, principalmente do Corno de África, que chegavam à Europa depois de passarem pela Líbia. Em 30 de novembro, em Bruxelas, no Conselho de Justiça e Assuntos Internos, Malta foi oficialmente eleita para sediar a organização, superando os concorrentes Chipre e Bulgária.
O regulamento do EASO entrou em vigor em 19 de junho de 2010 e ficou plenamente operacional em 1 de fevereiro de 2011.

### Desenvolvimentos recentes
Os naufrágios dos imigrantes no Mar Mediterrâneo em abril de 2015 levaram os líderes europeus a reconsiderar as suas políticas de controlo das fronteiras e de processamento dos imigrantes. Em 20 de abril, a Comissão Europeia propôs um plano de 10 pontos que incluía o EASO no processo de assistência aos candidatos a asilo e na recolha das informações sobre as operações de tráfico ilícito.
Na sequência de um afluxo de imigrantes sem precedentes, o EASO propôs em 2015 um programa de recolocação que foi acordado para apoiar os estados-membros da "linha da frente" da Itália e da Grécia, que estavam sob pressão.
Em abril de 2016, a Comissão Europeia propôs transformar o EASO numa Agência da União Europeia para o Asilo.
O relatório de tendências de maio de 2016 ilustrava uma queda de 5% nas candidaturas a proteção internacional desde abril para 99.000. No entanto, o número total de candidaturas de proteção internacional nos primeiros 6 meses de 2016 ultrapassou os de 2015, ultrapassando as 500.000 em comparação com as 350.000 em 2015. A recente crise de imigração na Europa viu a maioria das candidaturas a provirem de estados com muitos conflitos, como a Síria, o Afeganistão e o Iraque. A Síria teve o maior número de pedidos em maio com 28.056 pessoas clamando proteção, seguido pelo Afeganistão com 15.648 e o Iraque com 10.341. No entanto, as tendências recentes mostram uma desaceleração no ímpeto dos pedidos da Síria.
Além disso, dada a crise dos candidatos a asilo na Europa, o EASO ponderou o «agrupamento dos locais de receção em tempos de emergência» para incentivar uma abordagem comum da UE aos candidatos a asilo.
Heijer e outros autores, recomendaram que o EASO se tornasse a organização centralizada "incentivando decisões mais uniformes". Defendem também que o EASO deveria dar mais formação aos Agentes de Asilo.
A partir de 19 de janeiro de 2022, o EASO adotou um novo mandato para se tornar a Agência da União Europeia para o Asilo (AUEA).

## Gestão

### Operações
Entre 2011 e 2014, o pessoal do EASO duplicou, de 42 para 84 funcionários, e o seu orçamento anual aumentou de 8 para 14,5 milhões de euros. Entre 2015 e 2016, o seu orçamento mais que triplicou, de 16 milhões para 53 milhões de euros, e o seu quadro de funcionários passou de 93 para 125 pessoas.

## Controvérsia
Em 2018, o Organismo Europeu de Luta Antifraude (OLAF) iniciou uma investigação sobre as alegadas más condutas nos procedimentos de contratação, as irregularidades na gestão dos recursos humanos e as possíveis violações da proteção de dados no EASO. Pouco depois, o diretor-executivo, o português José Carreira renunciou no meio da investigação, bem como das alegações de assédio aos seus funcionários, incluindo "violência psicológica".

### Agências existentes
- Agência Europeia de Controlo das Pescas
- eu-LISA
- Agência Europeia de Segurança Marítima
- Agência Europeia da Guarda de Fronteiras e Costeira (Frontex)
- Agência da União Europeia para a Cooperação Policial (Europol)